# Залужье (Костромская область)
Залужье — село в Судиславском районе Костромской области России, входит в состав Судиславского сельского поселения. Население — 25 чел. (2019).

## География
Расположено на западе области, в центральной части района, примерно в 32 км к северу от центра посёлка Судиславль и в 65 км к востоку от центра города Костромы.
Ближайший населённый пункт — деревня Ошурки (1,5 км).

## История
Залужская волость упоминается в 1430 г., когда она по завещанию Д. Донского была дана его сыну, галичскому князю Юрию Дмитриевичу. Затем волость по наследству перешла к сыну Юрия Дмитриевича галичскому князю Василию Юрьевичу Косому.
После междоусобной войны Галича с Москвой в середине XV века, в которой победил московский великий князь Василий Темный, Андобская волость была присоединена к Москве. Но до этого земли в Андобской волости были даны галичскими князьями в вотчину их боярам, в том числе Ф.Плещееву, который после поражения Галича перешел на службу к московскому великому князю.
Центром плещеевской вотчины было село Сновидово (Залужье). От Плещеева вотчина по наследству перешла к костромским боярам Шестовым, в числе предков которых была мать царя Михаила Федоровича Романова Ксения Ивановна. В жалованной грамоте 1614 г. записано: «Старинная вотчина, а преж та вотчина была вдовы Анны Петровны жены Шестова село Сновидово, а Залужье тож на речке Андобе и на речке Княжевке, а в селе церкви Благовещения Пресвятой Богородицы да другая церковь Воскресения Христова, древянны клецки и в церквях образы и книги и свечи и ризы и колокола и всякое церковное строение вотчеников и прихожих людей да в селе двор вотчеников, двор людской и попов в четырех кельях живут нищие, а питаются от церкви Божие».
В 1645 г. Сновидово с деревнями Шарнинская, Поляки, Фроловское, Алферово, Медведево и др. дано в вотчину братьям-боярам Борису и Михаилу Михайловичам Салтыковым, племянникам матери царя Михаила Федоровича Ксении Ивановны. Оба брата сыграли неблаговидную роль в сватовстве царя Михаила Федоровича, когда выбирали невесту царю и остановились на Марии Хлоповой. Салтыков «оговорил» ее, и невесту вместе с родителями сослали в Сибирь.
По наследству от Салтыкова Сновидово перешло к князьям Хованским, потомкам знаменитого князя И. А. Хованского, по прозвищу Таратуй, начальника Стрелецкого приказа, казненного вместе с сыном в 1682 г. во время стрелецкого мятежа. Это событие запечатлено в опере Мусоргского «Хованщина».
В 1822 г. на месте деревянной церкви в Залужье построена каменная Воскресенская церковь с колокольней.
В окрестностях Залужья было много раскольников-старообрядцев, сторонников Судиславского купца Папулина.
Согласно Спискам населенных мест Российской империи в 1872 году село относилось к 1 стану Костромского уезда Костромской губернии и находилось на торговом тракте в село Молвитино Буйского уезда (ныне Сусанино) из города Судиславль. В нём числилось 11 дворов, проживало 18 мужчин и 21 женщина.
Согласно переписи населения 1897 года в селе проживало 69 человек (28 мужчин и 41 женщина).
Согласно Списку населенных мест Костромской губернии в 1907 году село относилось к Завражьинской волости Костромского уезда Костромской губернии. По сведениям волостного правления за 1907 год в нём числилось 17 крестьянских дворов и 56 жителей. Основным занятием жителей села, помимо земледелия, был плотницкий промысел.
До муниципальной реформы 2010 года село входило в состав Глебовского сельского поселения.

## Транспорт

### Автомобильный
Село связано с Судиславлем и Костромой ответвлением «Судиславль — Глебово — Ошурки» от автомобильной дороги федерального значения Р243 Кострома-Шарья-Киров-Пермь.
В селе находится остановка общественного транспорта «село Залужье». Автобусное сообщение связывает село с деревней Ошурки и посёлком Судиславль.
| Наименование маршрута | День недели | Время отправления | Время отправления |
| --------------------- | ----------- | ----------------- | ----------------- |
| Наименование маршрута | День недели | Туда              | Обратно           |
| Судиславль — Ошурки   | будни       | 6.25, 13.40       | 7.05, 14.30       |

### Железнодорожный
Вдоль села проходит железнодорожная линия Ярославского региона Северной железной дороги и расположена железнодорожная станция — остановочный пункт «Залужье» (о.п. Залужье на линии Кострома — Галич). На станции останавливается ежедневный пригородный поезд «Кострома — Галич».
| Номер | Маршрут                | Дни следования | Прибытие | Стоянка | Отправление |
| ----- | ---------------------- | -------------- | -------- | ------- | ----------- |
| 6319  | Галич — Кострома-Новая | еж             | 15.36    | 2 мин   | 15.38       |
| 6320  | Кострома-Новая — Галич | еж             | 09.31    | 2 мин   | 09.33       |

## Связь
Услуги фиксированной (стационарной) телефонной связи предоставляет «Ростелеком». Телефонный код +7 49433.
Услуги сотовой связи предоставляют четыре оператора: «Билайн», «МегаФон», «МТС» и «Tele2».
В 9 км южнее села в посёлке Глебово расположено отделение почтовой связи (ОПС) «Тёкотово», почтовый индекс 157863.

## Здравоохранение
Залужский фельдшерский пункт (ФП) в деревне Ошурки.

## Образование
Ближайшие школа и детский сад находятся в 9 км от села — в посёлке Глебово.

## Культура
Залужский сельский клуб, вместимостью 140 человек.
Залужская сельская библиотека в деревне Ошурки.

## Достопримечательности
Церковь Воскресения Христова (1822 г).